# Onobrychis humilis
Onobrychis humilis es una especie del género Onobrychis, de la familia de las fabáceas.

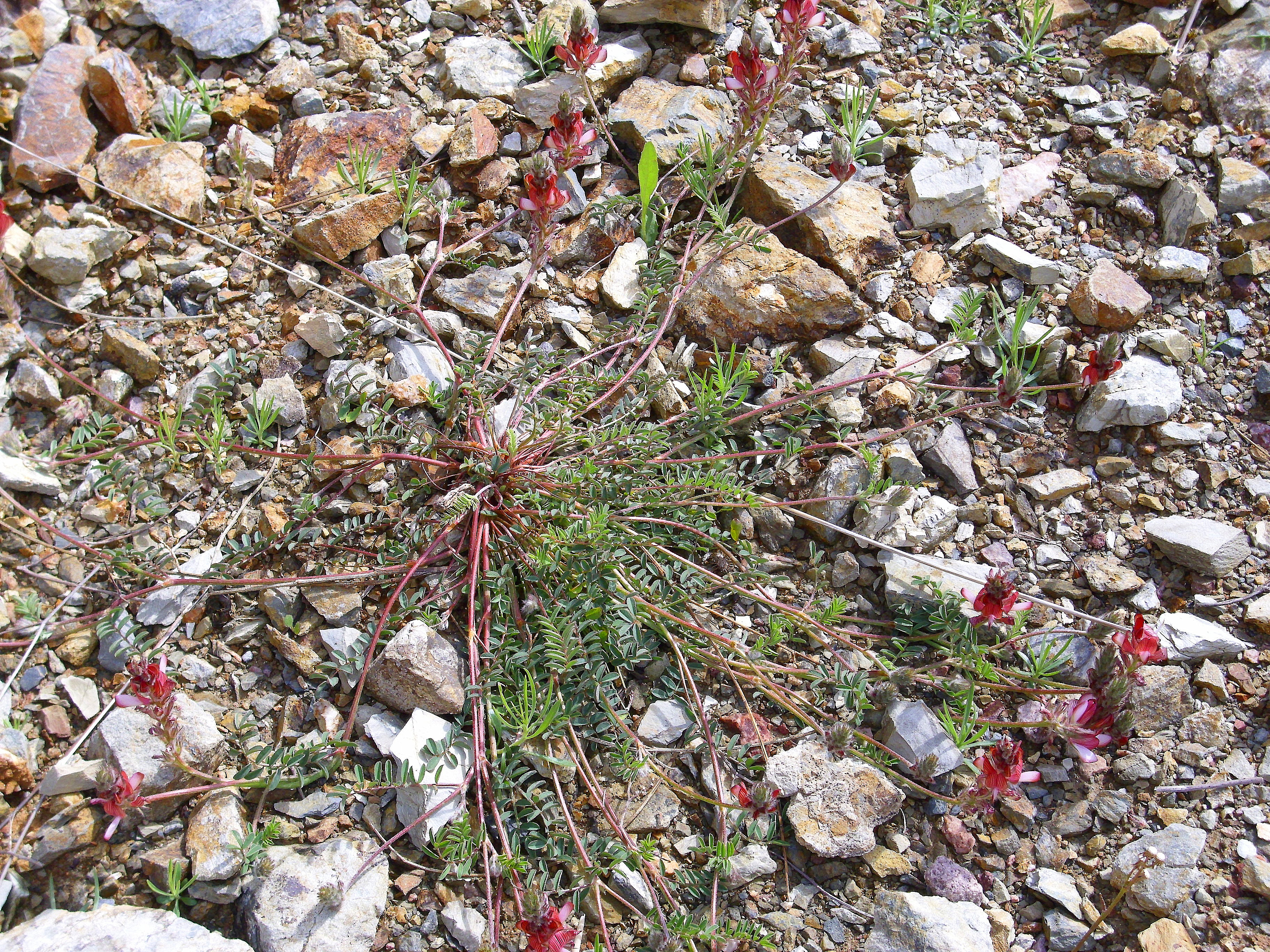
En su hábitat de Sierra Madrona

## Descripción
Es una planta ascendente. Tallos de hasta 50 cm de altura, ascendentes, pilosos. Hojas de 4-13 cm, con 5-9 pares de folíolos; folíolos elípticos o linear-elípticos, mucronados, con haz glabro, envés seríceo y nerviación muv marcada. Inflorescencia densa, piramidal, alargada y laxa en la fructificación, sobre pedúnculos más largos que las hojas, pubescentes. Cáliz de 7-9 mm, con dientes subulados mucho más largos que el tubo. Corola de 11-14 mm, con estandarte purpúreo y quilla blanca. Legumbre de 7-18 mm, muy pelosa, con pelos de c. 1,5 mm, margen dentado con 6-11 espinas de hasta 7 mm y costillas laterales con espinas de tamaño decrecientes.  Florece y fructifica de abril a mayo.

## Distribución y hábitat
Se encuentra en  pastizales y matorrales, en substratos ácidos –granitos, areniscas o pizarras–, rara vez en calizas descarbonatadas; a una altitud de 0-760 metros en la península ibérica y Norte de Marruecos. C y S de la península ibérica.

## Taxonomía
Onobrychis humilis fue descrita por (Loefl.) G.Lopez y publicado en Anales del Jardín Botánico de Madrid 42: 321. 1986.
Etimología
Onobrychis: nombre genérico que se compone de dos términos griegos: όνος (onos), = burro  y "βρύκω" (brýko), que significa comer con avidez, al referirse a la capacidad de atracción de los burros por esta planta.
humilis: epíteto latino que significa "de bajo crecimiento".
Citología
Número de cromosomas de Onobrychis humilis (Fam. Leguminosae) y táxones infraespecíficos: n=14 n=7
Variedades
- Onobrychis humilis subsp. humilis (Loefl.) G.Lopez
- Onobrychis humilis subsp. jahandiezii (Sirj.) Greuter & Burdet
- Onobrychis humilis subsp. matritensis (Boiss. & Reut.) Greuter & Burd

Sinonimia
- Hedysarum humile L. in Loefl.
- Hedysarum pedunculare Cav.
- Onobrychis eriophora var. glabrescens Mariz
- Onobrychis eriophora Desv.
- Onobrychis horrida Desv.
- Onobrychis longeaculeata var. villosa Pau
- Onobrychis peduncularis subsp. eriophora (Desv.) Maire
- Onobrychis peduncularis var. eriophora (Desv.) Pau
- Onobrychis peduncularis (Cav.) DC.
- Onobrychis villosa Pau[6][7]

## Nombres comunes
Castellano: cuernos de macho, pipirigallo, sullita silvestre, zulla silvestre, esperceta gris, esperceta peluda, esperceta silvestre, carretilla, sangre de Dios.